# La damigella d'onore
La damigella d'onore (La Demoiselle d'honneur) è un film del 2004 diretto da Claude Chabrol, ispirato al romanzo Il pugnale di vetro (1989), di Ruth Rendell.
La pellicola è stata presentata fuori concorso alla 61ª Mostra internazionale d'arte cinematografica di Venezia.

## Trama
Il venticinquenne Philippe e la bella Senta si conoscono in occasione del matrimonio di una sorella di Philippe, di cui Senta era la damigella d'onore, e si innamorano perdutamente l'uno dell'altra. Il giovane si trova presto annientato dal sentimento per la ragazza, la quale un giorno gli propone una prova d'amore: ognuno di loro dovrebbe uccidere uno sconosciuto.